# Uno Wallentin
Uno Wallentin   (Göteborg, 15 d'abril de 1905 - Norrköping, 8 d'octubre de 1954) va ser un regatista suec, vencedor d'una medalla olímpica.
El 1936 va prendre part en els Jocs Olímpics d'Estiu de Berlín, on va guanyar la medalla de plata en la Classe Star del programa de vela. A bord del Sunshine, formà tripulació junt a Arvid Laurin.